# زبان‌های کانادا

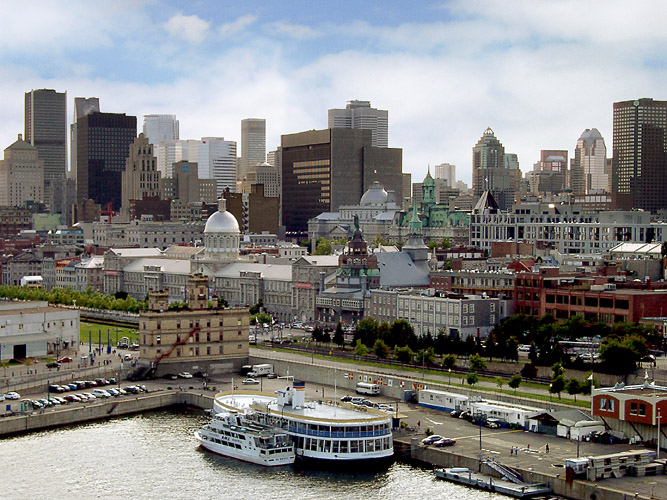
مونترال، از دو اجتماع عمدهٔ فرانسوی زبان‌ها و اجتماع مهم انگلیسی زبان‌ها تشکیل شده‌است.

کانادا دارای دو زبان اصلی رسمی است. طبق سرشماری ۲۰۲۱، زبان انگلیسی۵۶.۶ ٪ و زبان فرانسه ۲۰.۲ ٪ به عنوان زبان‌های مادری مردم کانادا به شمار می روند.
در ژوئیه سال ۱۹۶۹، برطبق لایحهٔ «زبان رسمی کانادا» از افراد فرانسوی زبان هم به اندازهٔ انگلیسی زبانها در دولت فدرال استفاده شد. این مسئله روندی را آغاز کرد که طی آن رسماً کانادا خود را به عنوان یک ملت دوزبانه شناخت و آنرا باور کرد. انگلیسی زبانها و فرانسوی زبانها، جایگاه برابری در پارلمان، دادگاههای فدرال و در تمامی نهادهای فدرال دارند.
در صورتی که تقاضاها به مقدا ر کافی باشد، مردم این حق را دارند که ارائه خدمات دولت فدرال را به انگلیسی ویا فرانسوی دریافت کنند. از آنجایی که چند فرهنگه بودن جزء سیاستهای رسمی دولت است، برای اینکه بتوان شهروند این کشور شد باید بتوان هم به زبان فرانسه وهم انگلیسی صحبت کرد زیرا ۹۸ ٪ کانادایی‌ها حداقل به یکی از این دوزبان صحبت می‌کنند، ۶۷٫۵ ٪ تنها به زبان انگلیسی و ۱۳٫۳ ٪ به زبان فرانسه و ۱۷٫۸ ٪ به هر دوزبان سخن می‌گویند.
در کبک، بیشتر فرانسوی صحبت می‌شود، اما درجاهای دیگر نیز جمعیت فرانسوی زبان وجود دارد، خصوصاً در بخش‌های شمالی نیوبرنزویک، بخش‌های شمالی؛ شرقی و جنوب غربی انتاریو و بخش‌های جنوبی مانیتوبا. ازمیان کسانی که زبان فرانسه زبان اصلی آنهاست، ۸۵ ٪ در کبک زندگی می‌کنند و سپس انتاریو بیشترین جمعیت را دارد. زبان فرانسه زبان رسمی کبک است و نیوبرنزویک تنها استانی است که به دو زبان رسمی در آنجا سخن می‌گویند. در حالیکه ساکنان مانیتوبا، انتاریو و کبک به هر دو زبان صحبت می‌کنند و رسماً مکاتبات را به هر دو زبان انجام می‌دهند تنها در قانون اساسی نیوبرنزویک استفاده از دو زبان در مسائل حقوقی پیش بینی شده‌است.
درهیچ استانی مثل کبک و نیوبرنزویک، زبان یا زبانهای رسمی قراردادی این چنین وجود ندارد. اما زبان فرانسه به عنوان زبان قانون و زبان فرامین در دادگاهها و دیگر مراکز خدماتی حتی درمیان استان‌ها و بخش‌هایی که به زبان انگلیسی یا اینکتیتوت سخن می‌گویند استفاده می‌شود.
در انتاریو، زبان فرانسه تا حدی جایگاه قانونی دارد، اما به طور کامل در مراکز رسمی استفاده نمی‌شود. برخی از زبانهای بومی هنوز هم در بخش‌های شمالی، جایگاه خود را به عنوان زبان رسمی حفظ کرده‌اند.
اینکتیتوت زبان اکثریت مردم در ناناوت است ویکی از سه زبان رسمی در این بخش است. زبانها ی غیر رسمی نیز اهمیت زیادی در کانادا دارد و۵۲۰۲۲۴۵ نفر به این زبانها صحبت می‌کنند. برخی از زبانهای غیر رسمی مهم عبارت‌اند از : زبان چینی که زبان اول ۸۵۳۷۴۵ نفر است، زبان ایتالیایی (۴۶۹۴۸۵ نفر ) وزبان آلمانی (۴۳۸۰۸۰ نفر ) وپنجابی (۲۷۱۲۲۰ نفر).